# Domnom-lès-Dieuze
Domnom-lès-Dieuze település Franciaországban, Moselle megyében. Lakosainak száma 97 fő (2022. január 1.). Domnom-lès-Dieuze Cutting, Bassing, Bidestroff, Guinzeling és Lostroff községekkel határos.

## Népesség
A település népességének változása:
| Lakosok száma | 144  | 130  | 109  | 106  | 86   | 83   | 81   | 78   | 84   | 97   |
|               | 1968 | 1982 | 1990 | 2006 | 2013 | 2015 | 2017 | 2019 | 2020 | 2022 |